# Kiowa
För andra betydelser, se Kiowa (olika betydelser).

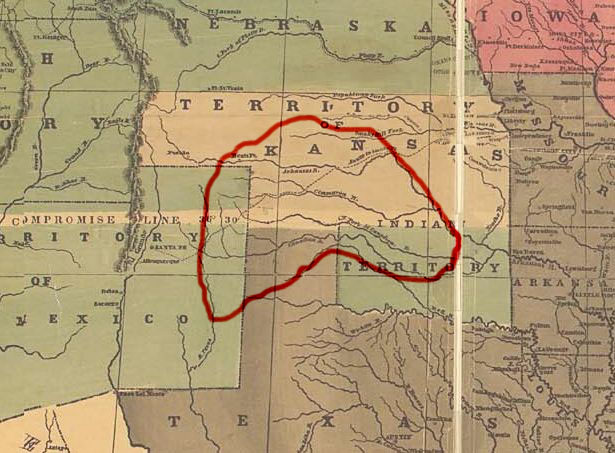
Karta som visar kiowastammens ungefärliga bosättningsområde runt 1850 (inom den röda markeringen). Underlaget är en officiell ekonomisk karta över USA från 1856. Observera att nästan hela området låg inom Comancherian.

Kiowa (Ga-i-gwu) är en nordamerikansk ursprungsbefolkning som räknas till prärieindianerna. Namnet åsyftar ursprungligen bara en fraktion av stammen men har senare kommit att beteckna samtliga. Kiowaernas ursprungliga namn på sig själva är Kwu'da (”de går ut”), vilket anknyter till stammens skapelseberättelse enligt vilken de gick ut i denna värld från en stor ihålig trädstam.

## Språk och kultur
Knappast någon av de nordamerikanska indianstammarna har förorsakat forskningen så mycket svårigheter som kiowa, inte minst på grund av deras säregna språk som länge inte kunde kopplas till något annat språk och som fortfarande av en del lingvister anses vara ett språkligt isolat. Kiowastammen är ett mycket bra exempel på de svårgripbara samband mellan grupper, som man ofta lite slentrianmässigt brukat definiera som ”stammar”. Kiowa har till exempel sedan urminnes tid levt i en mycket nära relation med en annan "stam" som i likhet med apacherna hör till den athapaskiska språkgruppen och av dessa två skäl kallas Kiowa-Apacher. Kiowaernas historia var länge den minst kända av alla viktiga prärieindianstammars och först 1962 tillkom ett modernt standardverk för ämnet genom professor Mildred P. Mayhalls banbrytande arbete The Kiowas.

## Demografi
År 2000 fanns det enligt US Census Bureau i USA 12 242 personer som ansåg sig vara kiowaer. Nästan alla var bosatta i Oklahoma.

## Ursprung
Kiowastammens tidigaste traditioner om sin härkomst, som bekräftas av andra källor, är att de på 1600-talet höll till i västra delen av det område som senare kom att bli delstaten Montana, alltså rätt långt från det område på södra prärien där de 200 år senare var den dominerande stammen. Det senare området omfattade ungefärligen västra halvan av Oklahoma, den sydvästligaste tredjedelen av Kansas, den norrut utstickande ”fyrkant” av Texas, kallad Texas Panhandle, som ligger inkilad mellan Oklahoma och New Mexico, en lika stor del av östra New Mexico samt sydostligaste hörnet av Colorado.

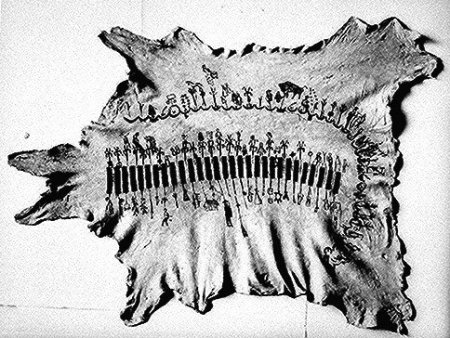
En Kiowakalender där varje bild representerar en central händelse för stammen. Bildens kalender, tillverkad av Anko paa-ingyadete, täcker åren 1864-92 årsvis (bilderna i mitten) och aug 1889-juli 1892 månadsvis (längs den böjda våglinjen)

När stammen vistades i Gai K'op (Montana) var deras närmaste grannar Flatheadindianerna men kiowas traditioner berättar om mycket nära kontakter sedan urminnes tid med de ännu nordligare, i Saskatchewan, levande sarsi. Många kiowaer har sarsiblod i sig, bland andra den berömda hövdingen Satank vars mormor var en sarsi. Sarsi talade i likhet med apacherna ett athapaskiskt språk och enligt kiowatraditionen var det de urgamla banden till sarsi som gjorde att de även räknade kiowa-apacherna som anförvanter och levde tillsammans med dem. Kiowa-apachernas representanter satt i kiowas stamråd helt jämställda med kiowaerna själva och hade även i övrigt samma rättigheter och skyldigheter. De två stammarna bildade alltså en fullständigt integrerad politisk, social och ekonomisk enhet, trots att deras modersmål inte ens var avlägset besläktade.

## Historia

### Migration mot söder
Omkring 1700 gick Ga-i-gwu över Yellowstonefloden och började förflytta sig mot sydost. Enligt sägen var orsaken ett internt gräl om ett jaktbyte. På södra sidan floden stötte man på kråkindianerna med vilka man etablerade vänskapliga förbindelser och ingick en långvarig allians. Kiowa bosatte sig vid Black Hills och förblev under ett par generationer kråkindianernas närmaste grannar i öster. Kiowastammen har ända in på 1900-talet envist – även i domstol – hävdat exklusiv äganderätt till Black Hills, på grund av att ingen bodde i området före dem och att de blev bortdrivna därifrån med vapenmakt av cheyenner och lakota i slutet av 1700-talet. Det var under årtiondena i Black Hills som kiowaerna övergav sina tidigare levnadsvanor och blev, främst genom kråkindianernas inflytande, successivt omformade till prärieindianer.
Omkring 1775 hade kiowaerna lämnat Black Hills och flyttat söderut mot Platte Rivers södra gren under trycket från de expanderande lakota, som då helt utrotat en fraktion av kiowastammen som hette Kuato (”de drar upp”). Vid Platte stötte kiowa på yamparekacomancherna som hade samma problem och var under förflyttning söderut undan siouxerna. Efter inledande sammandrabbningar slöt de två undanträngda stammarna fred och ingick cirka 1790 en permanent allians på inrådan av kiowaernas högste hövding Polikaya (”den harmynte”). Huvuddelen av yamparekacomancherna anslöt sig därmed till den märkliga alliansen mellan kiowa och kiowa-apacher som representant för ytterligare en språkgrupp, den uto-aztekiska. Tillsammans började de röja upp det område vid Red River som blev deras obestridda domäner till de vitas ankomst. De lipan- och mescalero-apacher, som tidigare dominerat området fick i sin tur flytta på sig inför en stor numerär övermakt för att längre i söder och sydväst möta en ny, spansktalande, fiende.

### Södra prärien

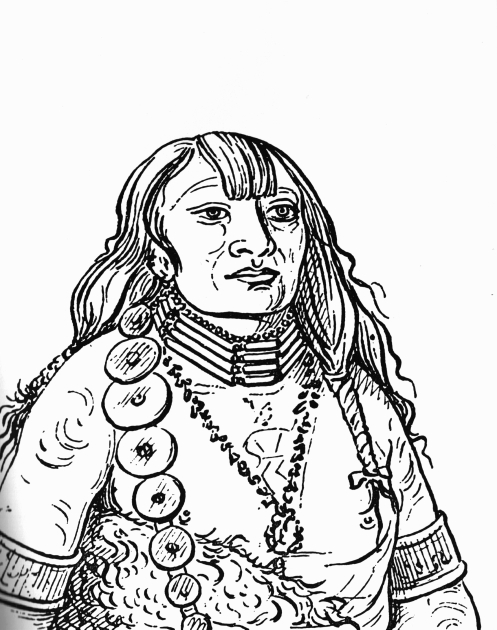
Dohasan, kiowaernas överhövding 1834-66, porträtterad 1834 av George Catlin

Kiowaerna och deras allierade fortsatte att rensa upp sitt nya område, stam efter stam underkuvades och det erövrade området delades upp så att comancherna som bosatte sig strax söder om kiowaerna kom att få nästan hela sitt område inom Texas nuvarande gränser. Nykomlingarna tvingade caddo, wichita och tonkawa med flera stammar ut i periferin av det område de tidigare behärskat. Enda påtagliga motgången kom 1833 då de siouxtalande osagerna genom ett överraskningsanfall lyckades förinta ett kiowaläger. Den oväntade motgången ledde till att kiowaernas högsta hövding A’date avsattes och ersattes av Dohasan som kom att leda kiowastammen i över 30 år och därmed in i de nordamerikanska indiankrigens tragiska slutfas.

### Konflikter med Texas och USA
Konflikterna mellan de vita och kiowaerna började på allvar under 1840-talet och huvudmotståndaren var inledningsvis republiken Texas. Något fullskaligt krig var det aldrig tal om. Det rörde sig mest om grupper av kiowakrigare som ville meritera sig genom att stjäla hästar och kvinnor av Texas-bor och framför allt mexikaner. Med tiden blev det mexikanska inslaget därför omfattande och omkring 1900 hade cirka en fjärdedel av kiowaerna delvis mexikanskt ursprung. I samband med guldrushen 1849 spreds en koleraepidemi på prärien och ungefär hälften av kiowastammen dog. Kiowaerna antog helt riktigt att det fanns ett samband mellan koleraepidemin och de vitas framfart och därför utlöstes en räcka av hämndattacker på vita som färdades längs Santa Fe Trail. Under några få år efter guldrushen påstås kiowaerna ha dödat fler vita än någon annan indianstam i relativa tal. En rad med fort byggdes upp längs Santa Fe Trail för att beskydda vita resenärer men det hjälpte föga, så andra åtgärder fick tillgripas.

### Fredsavtal 1853
Den 27 juli 1853 undertecknades ett fredsavtal i Fort Atkinson, Kansas, mellan USA å ena sidan, kiowaerna och dess två allierade stammar å den andra. Avtalet garanterade fri genomfart genom kiowaterritoriet för ”icke-indianska resenärer”, både amerikaner och mexikaner, mot ett årligt understöd om 18 000 dollar i tio år. Problemet med detta avtal var dock att kiowaerna inte behövde vara ett dugg oroade för repressalier från den mexikanska sidan och därför ogenerat fortsatte med sina stöldräder in i Mexiko. I takt med att bufflarna på den södra prärien minskade ökade dessutom trycket mot andra stammar. Kiowaerna bestämde sig för att rensa östra Kansas från konkurrerande stammar för att bufflarna skulle räcka till för dem och anföll senare också stammar i Colorado och New Mexico i samma syfte.

### Nya krig
Avtalet om det årliga understödet upphörde att gälla mitt under det amerikanska inbördeskriget och nästan omedelbart anföll kiowaerna med full styrka sin närmaste granne i sydost caddostammen och ett rykte började spridas i de vita bosättningarna att det rörde sig om en generalrepetition för ett krig mot de vita. Den utlösande gnistan blev massakern vid Sand Creek 1864. Att 69 indianer av alla åldrar och kön dödats, skalperats och styckats i en cheyenneby som hade ett gällande fredsavtal med USA gjorde prärieindianerna rasande och vedergällningsaktioner tog omedelbart sin början. Efter talrika anfall på vita bosättningar med över 100 döda som resultat ingrep USA:s armé mot kiowaerna och ett drygt tioårigt krigstillstånd tog nu sin början.
Den amerikanska huvudstrategin var denna gång att svälta ut den besvärliga motståndaren, USA:s militärledning inhämtade regeringens godkännande för sin plan att utrota bufflarna på den södra prärien. Strategin lyckades, redan 1874 hade bisonoxar blivit en mycket ovanlig syn. Indianernas räder handlade successivt allt mer om stöld av matvaror och i februari 1875 kapitulerade kiowaernas sista hövdingar, Mama'nte, Dohasan (d.y.), Manyi-ten och Guipago. Kiowaerna tvångsförflyttades därefter till indianreservat och deras hästar insamlades för att säljas på auktion. I oktober 1892 omvandlades reservatet vid Fort Sill till individuella ägolotter och kiowaerna var tvingade att mot sin vilja ”beträda den vite mannens väg” i de flesta avseenden. Deras gemensamma affärer övertogs av The Kiowa-Comanche-Apache Intertribal Business Committee.

## Social struktur och kulturmönster

### Hästen och buffeln som kulturelement
Som för alla andra prärieindianer var hästen och buffeln de två materiella fundamenten för kiowastammens ekonomi och kultur. Typiska kulturella drag var det nomadiserande levnadssättet och att både den mobila bostaden (tipin) och dess inredning huvudsakligen bestod av buffelskinn. Ett annat för präriekulturen typiskt drag var att kiowaerna var soldyrkare och regelbundet genomförde soldansen.
Hästen var oerhört viktig för alla präriestammar men kiowaerna utmärkte sig ändå genom sitt omfattande hästägande. De ägde fler hästar per person än någon annan präriestam och hästägandet var hos dem mer tydligt än hos de flesta andra stammar en individuell status- och välståndsmarkör. Deras inbördes rangordning bestämdes genom en kombination av krigiska meriter och rikedom samt i viss mån religiös auktoritet.

### Grupperingar
Formellt var kiowa indelat i sju band (”band”, ”subtribe”). Indelningen var rent socio-politisk och relativt oberoende av släktskapsrelationer och enheterna kan därför inte kallas för ”klaner” eller liknande. Varje band hade sin hövding, formellt underställd överhövdingen. Ett av de sju banden, ’’kuato’’, utrotades fullständigt av lakota omkring 1780.
Indelningen kunde läsas av hur tälten stod i lägret:
- Kata (”de biter”) hade sina tält strax söder om ingången till öster (jfr ’’Hunkpapa’’ hos lakota). Kata var den till antalet största gruppen och ur den hämtades ofta stammens överhövdingar, bland andra Dohasan.
- Kogui (”wapitihjortarna”) längst i söder. Kogui hade som uppgift att leda krigsceremonier.
- Gaigwu (”riktiga kiowa"), troligen den ursprungliga kärnan i kiowastammen, längst i väster. Denna grupp, som var den minsta till antalet, skötte om K’adô Dô (det heliga tält som användes av medicinmannen vid soldansen) och innehade också Tai-me, en viktig talisman med anknytning till soldansen.
- Semat (”tjuvarna”), kiowa-apacherna, längst i norr.
- Kingep (”stora sköldar”), i nordväst mellan Semat och Gaigwu.
- Kongtalyui (”svarta pojkar’’), i nordost mellan Semat och Kata.

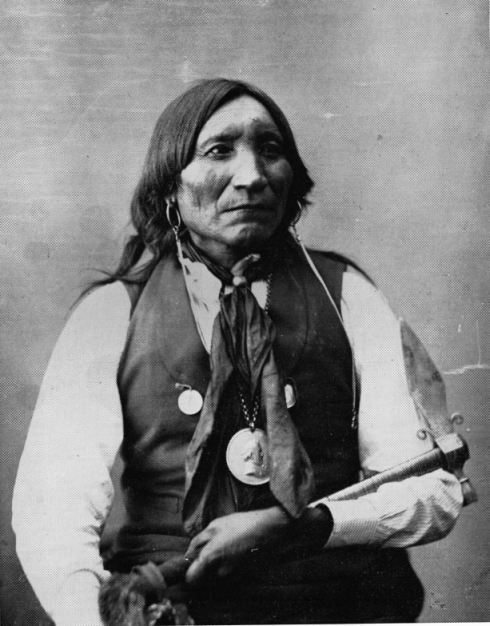
En onde på besök i Washington 1872. Kiowaernas överhövding Gúipä'go ("ensam varg") fotograferad av Alexander Gardner

### Samhällsställning
På tvären genom denna politiska indelning gick en social. Stammen var indelad i fyra klasser:
- Onde (första rangen) bestod av viktiga krigare, de viktigaste krigsledarna (’’topadok’’), innehavare av de viktigaste läkekunskaperna och de förmögna som förutom sin rikedom också hade militära meriter. Ett barn till en Onde föddes som det, rangen var ärftlig. Men om man misskötte sig genom att till exempel vara elak och grym mot sina egna kunde rangen förloras. Givmildhet, artighet och förmåga till eftertanke förutsattes av en Onde. Till denna exklusiva samling hörde mindre än 10 % av stammen.
- Ondegup’a (andra rangen) omfattade omkring 40 % av stammen, något mindre framstående krigsledare, inte så väl meriterade krigare, mindre förmögna, men även rika utan krigsmeriter och mindre meriterade medicinmän. Allmänt karaktäriseras gruppen av Mayhall som ”de som försökte klättra uppför karriärstegen”.
- Kaan (tredje rangen) omfattade omkring 50 % av stammen, dess ”arbetarklass” så att säga och var inte förmögna, inte särskilt krigsmeriterade och inte särskilt framstående på något sätt.
- Dapom (de som inte räknas) omfattade ett fåtal på ett eller annat sätt totalt misslyckade individer, socialt missanpassade, psykiskt avvikande, ”lata” och liknande. Observera att sexuellt avvikande inte räknades till denna grupp. Homosexualitet inte bara tolererades, det ansågs fullt normalt om en kiowaman tog en homosexuell man som sin andra ”hustru” (minst två hustrur var inget ovanligt om man hade råd med det).

### Äktenskap
Äktenskap kunde ingås av män vid 16 och kvinnor vid 14 års ålder. En man kunde i princip ha hur många hustrur som helst, upp till tio finns belägg för i källorna. Frieriet var typiskt för präriestammarna och innebar att friarens vänner framförde en gåva av hästar till den tilltänkta brudens föräldrar. Efter samråd med närmaste släkt, särskilt kvinnans bror, fattades beslutet av föräldrarna. Efter ingånget äktenskap flyttade i allmänhet mannen in hos sina svärföräldrar. Kiowas släktskapsberäkning är dock inte matrilineär. Man räknar härstamning likvärdigt genom båda föräldrarna. En stor del av barnens upplärning sker genom nära kontakter med far- eller morföräldrarna. Det ansågs förr som extremt olyckligt om ett barn inte hade några far- eller morföräldrar i livet, när det var dags för undervisning att ta vid. Det ansågs verkligen innebära en dålig start.

## Krigsorganisation

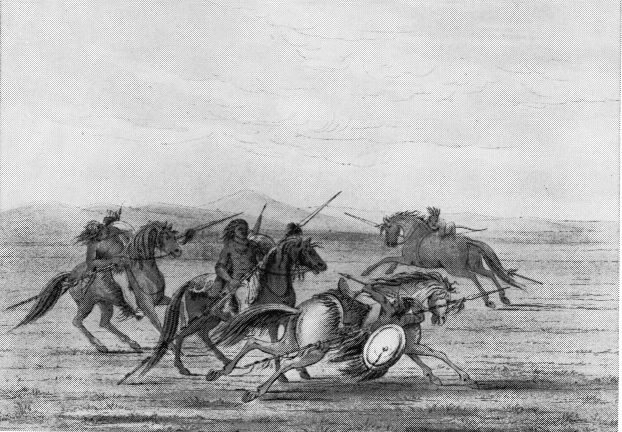
Kiowakrigare tränar närstrid inför krigståg. Teckning av George Catlin, omkring 1833.

Likt många andra präriestammar hade kiowa en särskild militär organisation (’’Yápahe’’ = ”krigare”) bestående av ett antal krigarsällskap med vissa inträdeskrav, även om vem som helst kunde initiera och leda ett krigståg om man bara kunde få ihop ett antal frivilliga. Krigarsällskapen var sex till antalet:
- Polyanup (”kaniner”), med de yngsta och oerfarnaste som nyligen uppnått giftasålder (16 år) och äldre som valt att inte ansluta sig eller inte blivit kallade till något av de andra sällskapen.
- Adaltoyuo (”unga får”).
- Tsentanmo (”hästhårsmössor”)
- Tonkonko (”svarta ben”)
- Taupeko (”galna hästar”)
- Kaitsenko (”de verkliga hundarna”)

Liksom hos en del andra stammar, till exempel cheyenner och hidatsa, var ”hundarna” det ledande krigarsällskapet. Kaitsenko var begränsat till tio medlemmar med mycket goda krigsmeriter. De ansvarade också för den polisiära verksamheten inom stammen.

## Språket
Redan 1856 framförde professor William Wadden Turner uppfattningen att kiowaspråket var ett isolatspråk. Han noterade bland annat den anmärkningsvärda detaljen att språket saknade r-ljud, vilket dock sedan dess visats vara ett gemensamt drag för rätt många sinsemellan obesläktade indianspråk. J. W. Powell som 1891 gjorde det första allvarligt menade försöket att klassificera alla indianspråk norr om den mexikanska gränsen landade ändå i samma slutsats som Turner. Omkring 20 år senare påpekade John P. Harrington att det fanns stora likheter med de tanoanska språk som talades av några hundra så kallade puebloindianer i New Mexico. Efter jämförande undersökningar med tewaspråket omklassificerade Harrington språkgruppen som ”Kiowa-Tanoan” och fyllde på med två pueblostammar: taos och jemez. Två andra framstående språkforskare, B.L. Whorf och G.L. Trager ifrågasatte tämligen omgående Harringtons hypotes. Edward Sapir i sin tur kallade gruppen ”Azteco-Tanoan” och lade till ytterligare en stam: zuñi. Whorf och Trager godtog det mesta med ett viktigt undantag, de ville absolut utesluta kiowa ur denna språkgrupp. Mayhall påpekade att eftersom kiowa bevisligen hade sitt ursprung mycket långt norrut, borde det betyda att taos och jemez också vandrat ner från Kanada men deras vandring skedde i så fall på andra sidan Klippiga bergen, det vill säga längs Stillahavskusten, och var oändligt mycket fredligare. Den ståndpunkt de flesta språkforskare numera intar är att Harrington hade rätt och att ”Kiowa-Tanoan” således är rätt beteckning.
Kiowaspråket börjar närma sig risken för utdöende, 1990 återstod drygt 1000 talare.